# Pietro Bernardelli
Pietro Bernardelli, verdeutscht Peter Bernardelli, (geboren 14. April 1803 in Piano, Commezzadura; gestorben 6. März 1868 in Trient) war ein Tiroler Politiker.

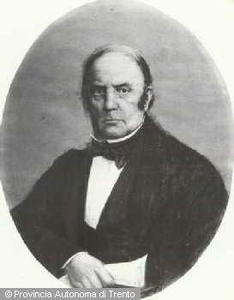
Porträt (ohne Jahr)

## Leben
Pietro Bernardelli war der Sohn des Kaufmanns Bartolomeo Bernardelli und seiner Frau Caterina Pontirolli. Er wurde in einem kleinen Bergdorf am Sulzberg geboren und hatte noch drei Geschwister. Als er noch ein Kind war, zog sein Vater mit der Familie nach Trient. Dort besuchte er das Gymnasium. Anschließend studierte Bernardelli Rechtswissenschaft an der Universität Graz und an der Universität Pavia. Am 12. Juli 1827 schloss er sein Studium als Doktor beider Rechte in Pavia ab.
Von Juli 1837 bis zum Oktober 1838 arbeitete er in der Staatsanwaltschaft des Gerichtsbezirks Tione. Anschließend übernahm er die Stelle des Strafverteidigers am Gericht in Trient. Unzufrieden mit seinem Beruf, gab er seine Arbeit als Anwalt zu einem unbekannten Zeitpunkt auf und widmete sich fortan anderen Dingen.
1839 gründete er die Società Agraria Tridentina. Mit der nach dem Vorbild der Tiroler Landwirtschaftsgesellschaften entstandenen Gesellschaft, versprach man sich im italienischsprachigen Teil Tirols eine größere Unabhängigkeit in landwirtschaftlichen Fragen von Innsbruck. 1843 wurde er zum Präsidenten der Wohlfahrskongregation ernannt, die er bis 1853 führte. Seit 1839 gehörte er zudem den Stadtrat von Trient an. Im März 1848 wurde er zum Mitglied des Sicherheitskomitees der Stadt ernannt. Bereits seit seiner Gründung 1838 gehörte Bernardelli außerdem dem Istituto Sociale di Trento an. Er hatte das Statut dieses Kulturzirkels der aufstrebenden italienischen patrizisch-neubürgerlichen Führungsschicht entworfen, der unter anderem Giovanni a Prato und Agostino Perini zu seinen Mitgliedern zählte.
Vom 21. Juli 1848 bis 7. März 1849 war Bernardelli für die Gerichtsbezirke Riva, Tione und Condino  Abgeordneter im Österreichischen Reichstag. Da in Welschtirol die Zusammenkunft der Wahlmänner für die Nominierungssitzung durch die revolutionären Unruhen gestört war, war die Rechtmäßigkeit seiner Wahl von der Mandatsprüfungskommission des Reichstags in Frage gestellt worden. Im Reichstag unterstützte er eine Petition, die die administrative und parlamentarische Loslösung der Bezirke Trient und Rovereto vom deutschsprachigen Teil Tirols forderte. Im April 1848 wurde er als stellvertretender Abgeordneter für den Sulz- und Nonsberg in die Frankfurter Nationalversammlung gewählt, lehnte aber sein Mandat als „italienischer Abgeordneter in einem deutschen Parlament“ am 11. Mai 1848 ab.
Bernardelli wurde am 2. August 1851 vom unter dem Dreiklassenwahlrecht gewählten Gemeinderat zum Bürgermeister Trients gewählt. Die Wahl des liberalen Gemeinderats und damit auch seine Wahl wurden aber im Zuge des Neoabsolutismus von Kaiser Franz Joseph I. nicht anerkannt. Bernardelli wurde 1861/1862 in den Tiroler Landtag gewählt, nahm aber, wie vor ihm auch andere Angehörige der Trientiner italienischen Parteien, die Wahl aus Protest gegen die Nationalitätenpolitik in Österreich nicht an.
In der Folge zog er sich vollständig aus dem politischen Leben zurück und wirkte als Kunstmäzen und Lokalhistoriker. Aber auch im sozialen Bereich war er weiterhin tätig und unterstützte finanziell die Ärmsten in seinem Geburtsort Piano.

## Schriften (Auswahl)
- Cenni statistici del Trentino. Trento, 1843
- Dei governi del Trentino dal 1796. Mailand, 1860